# P風暴
《P風暴》（英語：P Storm；中国大陆片名《反貪風暴4》）是一部於2019年上映的香港動作犯罪電影，由林德祿执導，黃浩華和何文龍編劇，為2018年電影《L風暴》的續集，以及「反貪風暴系列電影」第四部作品，古天樂、鄭嘉穎、林峯、林家棟及周秀娜領銜主演，張智霖特別演出，凌志華任動作設計。本作中P是指監獄（Prison），內容涉及懲教署。
本作為反貪風暴系列中首部獲獎的電影，男演員張繼聰憑此片榮獲第3屆MOVIE6全民票選電影大獎「全民票選最佳男配角」獎。

## 故事大綱
廖雨萍（周秀娜飾）向廉政公署舉報富二代曹元元（林峯飾）在獄中行賄懲教人員。陸志廉（古天乐飾）以囚犯身份入獄調查，他的搭檔程德明（鄭嘉穎飾）和好友兼香港警方聯合財富情報組總督察劉保強（張智霖飾）則在監獄外面接應陸。 
監獄危機四伏，在五年前被陸志廉親手抓進監牢的前警司黃文彬（林家棟飾）已是獄中一大幫派，對陸志廉伺機復仇；收受曹元元賄款的懲教署監督沈國強（譚耀文飾）更對獄中幫派鬥爭視而不見，令陸志廉一度重傷入院。陸志廉回到監獄，幸得性格滑頭的獄友王藍祿（張繼聰飾）幫助，背水一戰。

## 演員

### 領銜主演
| 演員                | 角色   | 備註 |
| 古天樂              | 陸志廉 | William 廉政公署首席調查主任，後為調查監獄貪污案任臥底以危險駕駛而被判入赤澳監獄服刑三個月 曹元元之天敵 黃文彬之天敵，後和好 劉保強之好友 譚美莉、蕭光漢、王海良之上司 參見《Z風暴》、《S風暴》及《L風暴》 |
| 鄭嘉穎              | 程德明 | Kenny 原為廉政公署內部紀律調查組（L組）調查主任 於陸志廉成為臥底入監獄時升為廉政公署總調查主任暫代其主管位置 與洪亮、丁娜合作調查曹元元、袁正雲 譚美莉、蕭光漢、王海良、張偉恆、羅浩文、鄒文彬之上司 參見《L風暴》 |
| 林 峯               | 曹元元 | 本片终极大反派 富二代 袁正雲之私生子，與其不和 曹白之子 三年前為奪新界農地向戴耀西下令輾死廖牧之而被廖雨萍指控入赤澳監獄服刑并入狱六年，因此恨其入骨而在自己入獄期間派手下Tony滋擾及恐嚇廖雨萍 林志雄、Tony之老大 戴耀西之老大，後因其被黃文彬收買而被其出賣 姚君豪之僱主 劉保強、黃文彬、廖雨萍之天敵 陸志廉、程德明之調查對象兼天敵 賄賂沈國強，以包庇自己在獄中所為及獲快速假釋 最后在錦上路37號之廉署安全屋殺害廖雨萍未遂，脅持其上直升機逃走期間與程德明搏鬥，勒死程德明未遂並被廖雨萍推落機而跌落海，後被廉政公署獲救及拘捕 片尾提及因行贿、非法持有枪械、意图谋杀罪名成立，判处监禁二十五年 |
| 林家棟              | 黃文彬 | 黃老邪（獄中專稱） 前警司 於五年前因貪污而被陸志廉拘捕後入赤澳監獄服刑 陸志廉之天敵，後和好 劉保強在警校時期之同期同學 張明志之老大 收賣戴耀西 曹元元之天敵，後和其通風報訊陸志廉真正身份（實為陸志廉所佈局，以換取自己假釋） 於結局時假釋出獄，並成為耳目保安公司顧問 參見《Z風暴》 |
| 周秀娜 童年：黃雪兒 | 廖雨萍 | Natalie 護士 廖牧之之孫女 因廖牧之被曹元元害死而指控曹元元入獄，被曹元元恨之入骨，長期被其派Tony滋擾及恐嚇 廉政公署之保護對象 |

### 主演
| 演員   | 角色   | 備註 |
| 譚耀文 | 沈國強 | 本片第三大反派 懲教事務總監督，管理赤澳監獄，后撤职 錢國豐、王家安之上司 接受曹元元賄賂而包庇其及其團夥 最后被廉政公署拘捕 片尾提及因公职人员接受利益及行为失当罪名成立，判处监禁十二年 |
| 張繼聰 | 王藍祿 | 阿祿 以監獄為家的二十幾歲廢青 馬冬娜之同居男友，與其育有一子 協助陸志廉調查赤澳監獄貪污案 被姚君豪下令Tony毆打至重傷，於結局片段雖已清醒並出院，卻須乘坐輪椅養傷                        |
| 廖啟智 | 姚君豪 | 本片第二大反派 姚大狀 大律師，后被吊销牌照 受僱於曹元元，以其生父袁正雲之慈善基金名目協助其賄賂懲教人員 下令Tony滋擾廖雨萍及打傷王藍祿 片尾提及因行贿及教唆行贿罪名成立，判处监禁六年   |
| 艾 威  | 錢國豐 | 本片第四大反派 懲教署高級懲教主任，后撤职 沈國強之下屬 王家安之上司 有份收受曹元元之賄賂 最后被廉政公署拘捕 片尾提及因公职人员接受利益及行为失当罪名成立，判处监禁八年                  |
| 陳 靜  | 馬冬娜 | Donut 王藍祿之同居女友，與其育有一子 |
| 盧海鵬 | 廖牧之 | 廖雨萍之祖父 信奉基督教 為保家園阻礙曹元元之新界收地項目而遭其命令戴耀西用鏟泥車輾死 |
| 蔡瀚億 | 蕭光漢 | Cel 廉政公署調查主任 陸志廉之下屬，因陸志廉臥底入獄調查後而成為程德明之下屬 譚美莉、王海良之同僚 參見《L風暴》                                                                          |
| 夏 嫣  | 譚美莉 | Tammy 廉政公署調查主任 陸志廉之下屬，因陸志廉臥底入獄調查後則為程德明之下屬 蕭光漢、王海良之同僚 保護廖雨萍 參見《Z風暴》、《S風暴》及《L風暴》                                         |
| 張松枝 | 王海良 | 細良 廉政公署調查主任 陸志廉之下屬，因陸志廉臥底入獄調查後則為程德明之下屬 譚美莉、蕭光漢之同僚 參見《Z風暴》、《S風暴》及《L風暴》                                                     |
| 黃致豪 | Tony   | 本片第五大反派 曹元元在獄外之手下 滋擾及恐嚇廖雨萍 毆打王藍祿至重傷 最后在安全屋槍戰中遭廉政公署人員擊斃                                                                                |

### 客串演出
| 演員   | 角色   | 備註 |
| 栢天男 | 王家安 | 見習懲教主任 沈國強之下屬，因不滿其收賄向廉政公署舉報 暗中保護陸志廉 曾因不肯与沈国强、钱国丰等人同流合污而被沈國強調去總部任文職 片尾調回赤澳監獄                                         |
| 丁海峰 | 洪亮   | 內地反貪局行動處處長 與丁柔組成小組赴香港調查袁正雲及曹元元 參見《L風暴》 |
| 劉夢娜 | 丁柔   | 內地最高人民檢察院調查主任 與洪亮組成小組赴香港調查袁正雲及曹元元 |
| 張建聲 | 拿度   | 曹元元之手下 |
| 朱鑑然 | 張明志 | 赤鱲角 黃文彬之手下 |
| 灰熊   | 戴耀西 | 阿西 因遵從曹元元命令用鏟泥車輾死廖牧之而與曹元元入赤澳監獄服刑 曹元元之手下，後受黃文彬收買而出賣其，使其落單遇襲，先被曹元元威脅的陸志廉用鎚廢了右手，後被曹元元的手下處以灌蟑螂酷刑懲罰 |

### 友情演出
| 演員   | 角色  | 備註                                                           |
| 石 修  |       | 懲教署署長 與廉政公署配合調查監獄內的貪污行為                  |
| 關禮傑 | 余sir | 廉政公署執行處長 陸志廉、程德明之上司 參見《L風暴》            |
| 陳曼娜 | 曹白  | 袁正雲之情婦 曹元元之母 於結局在機場被廉政公署及內地反貪部拘捕 |
| 薛世恒 |       | 拍賣行經理                                                     |

### 特別演出
| 演員   | 角色   | 備註                                                                                          |
| 張智霖 | 劉保強 | 聯合財富情報組（JFIU）總督察 陸志廉之好友 黃文彬在警校時期之同期同學 參見《S風暴》及《L風暴》 |

### 其他演員
| 演員   | 角色   | 備註 |
| 周祉君 | 張偉恆 | Mark 原為廉政公署內部紀律調查組（L組）調查主任，於陸志廉成為臥底入監獄時跟隨程德明而成為廉政公署調查主任 程德明之下屬 參見《L風暴》 |
| 羅浩銘 | 羅仲文 | Derek 原為廉政公署內部紀律調查組（L組）調查主任，於陸志廉成為臥底入監獄時跟隨程德明而成為廉政公署調查主任 程德明之下屬 參見《L風暴》 |
| 鄒文正 | 鄒文彬 | Jacky 廉政公署調查主任 程德明之下屬 |
| 孫力民 | 袁正雲 | 本片幕后大反派 內地某貪官洗黑錢之中間人 曹白之情夫 曹元元之父，與其不和 中國反貪污賄賂總局偵查處及廉政公署之調查對象 最后在機場被廉政公署及內地反貪部拘捕 片尾提及已被押返内地审讯。并因行贿罪、巨额资产来源不明罪，数罪并罚，依法判处无期徒刑，并处没收个人全部财产 |
| 羅 莽  | 謝老四 | 囚犯 |
| 黃建東 |        | 電訊公司員工 受姚君豪之賄賂追查廖雨萍之手機訊號，以追查所匿藏位置 |
| 楊尚斌 |        | 懲教署職員 |
| 梁皓楷 | 胡家樂 | 懲教署職員 有份收受曹元元之贿赂 片尾提及因被控公职人员接受利益及行为失当罪名成立，判处监禁四年到六年 |

## 票房
《P風暴》在中國大陸上映蟬聯13天票房冠軍，最终累積7.94億人民幣，打破該《風暴系列》最高紀錄。香港累計票房1788萬。
| 上一届： 《老師·好》        | 2019年中國內地一周票房冠軍 第13－15週 | 下一届： 《復仇者聯盟4：終局之戰》 |
| 上一届： 《沙贊！神力集結》 | 2019年香港一週票房冠軍 第15週         | 下一届： 《淪落人》                |

## 劇情犯駁之處
- 蔡瀚億飾演的Cel，根據《L風暴》之片尾名單顯示之中文全名為「陳俊輝」；而於本作之中文全名為「蕭光漢」。
- 電影末段交代中國貪官代理人袁正雲（孫力民飾）被廉政公署移交中國反貪部門，並且在中國被判刑；而事實上在2020年之前，香港並沒有法例基礎可引渡被羈留人士到中國。

## 取景
馬鞍山馬鞍山繞道、赤柱赤柱大街、赤柱監獄、銅鑼灣摩頓臺百富中心對出、掃桿埔東華東院對出東院道、香港大球場、馬頭圍聖德肋撒醫院對出品蘭街、灣仔星街

## 奬項
| 年份 | 颁奖典礼                    | 奖项               | 姓名      | 结果 |
| ---- | --------------------------- | ------------------ | --------- | ---- |
| 2020 | 第3屆MOVIE6全民票選電影大獎 | 全民票選最佳男配角 | 張繼聰    | 獲獎 |
| 2020 | 第3屆MOVIE6全民票選電影大獎 | 全民票選最佳男配角 | 林峯      | 提名 |
| 2020 | 第16屆中美電影節            | 年度金天使獎電影   | 《P風暴》 | 獲獎 |

## 備註
1. ↑  在《L風暴》中飾演王海禾。
2. ↑  在《L風暴》中飾演何大成。
3. ↑  在《Z風暴》中飾演張強。
4. ↑  在《L風暴》中飾演徐有財。
5. ↑  在《Z風暴》中飾演梁安瑩。
6. ↑  在《S風暴》中飾演劉愛碧。
7. ↑  在《Z風暴》中飾演羅德永。
8. ↑  在《S風暴》中飾演申華山。
9. ↑  在《L風暴》中飾演貴興。
10. ↑  在《L風暴》中飾演游子新。
11. ↑  在《L風暴》中飾演狄偉傑妻子。
12. ↑  在《L風暴》中飾演豹哥。
13. ↑  在《S風暴》中飾演夏志賢。
14. ↑  在《Z風暴》中飾演蔡子彬。
15. ↑  在《L風暴》中飾演華。

## 外部連結
- WMOOV電影上《P風暴 （页面存档备份，存于）》的資料（中文）
- Yahoo奇摩電影上《P風暴》的資料（繁體中文）
- 開眼電影網上《P風暴》的資料（繁體中文）
- 香港影庫上《P風暴》的資料（繁體中文）
- 互联网电影数据库（IMDb）上《P風暴》的资料（英文）
- 豆瓣电影上《P風暴》的資料 （简体中文）
- 时光网上《P風暴》的資料（简体中文）